# ماريا من مونبلييه
ماريا من مونبلييه (حوالي. 1182 - 21 أبريل 1213) كانت في القانون ليدى مونبلييه، وبالزواج فيكونتيسة مارسيليا، وكونتيسة كومينيس، وأخيراً ملكة أراغون القرينة، من خلال ثلاثة أزواج، هي ابنة الوحيدة لـ ويليام الثامن دي مونبلييه ويودوكيا كومينيا من بيزنطة يعتقد أنها ابنة إسحاق كومينيا..

## الحياة
منذ ولادتها اعتبرت ماريا الوريثة الشرعية لـ مونبلييه، لأن عقد زواج والديها أثبت أن الطفل البكر سواء أكان صبي أو فتاة، هو سيخلف ويليام الثامن بعد وفاته.
في أبريل 1187، انكر ويليام الثامن زواجه من يودوكيا وتزوج من أغنيس هي أحد أقرباء ملوك أراغون، فولدت له ثمانية أطفال، ستة أبناء وابنتين، على الرغم من أن يودوكيا دخلت الدير، وأصبحت راهبة بنديكتية، ومع ذلك أُعلن بعدم شرعية أبناء زوجها السابق، وبذلك بقيت ابنتها ماريا الوريثة بلا منازع لـ مونبلييه.
ماريا تزوجت من فيكونت ريموند جيفري الثاني من مرسيليا سُمي أيضا بـ بارال، في 1192 أو قبل ذلك فترة وجيزة، ولكن ترملت في نهاية ذلك العام، زواجها الثاني كان في ديسمبر 1197 من الكونت برنار الرابع من كومينيس ومع الزواج بناء على إصرار من والدها تخلت ماريا عن حقوقها في مونبلييه لصالح أخوها الغير الشقيق ويليام (التاسع) ابن أغنيس.
وبزواجها من برنار الرابع كانت لديهم ابنتين ماتيلدا وبيترونيلا، ومع ذلك كان لـ برنار الرابع زوجتين حيتين أخرتين، مما أدى إلى تعدد الزوجات، وفي نهاية المطاف ألغي الزواج في عام 1201، وبعد الفسخ ماريا ادعت مرة أخرى ورثة مونبلييه، ولكن والدها لم يعترف بها هذه المرة، وأعترف علناً بـ ابنه ويليام كـ وريثاً له.
توفي ويليام الثامن في 1202، أخوها الغير الشقيق ويليام التاسع سيطر على المدينة، ومع ذلك عارضته، وفي 15 يونيو 1204 تزوجت من بيدرو الثاني ملك أراغون، وبفضل الثورة ضد ويليام التاسع اعترف بها كـ ليدى مونبلييه.
وبزواجها من بيدرو الثاني، أنجبت له بنت وولد انفانتا سانتشا (التي ولدت في 1205، توفيت بعد عام من ذلك) وإنفانتي خايمي في المستقبل الملك جيمس الأول الفاتح (ولد في 1 فبراير 1208)، حاول بيدرو الثاني على الفور أن يطلقها، على أمل الزواج ماريا من مونفيراتو، ملكة القدس قد أمضت ماريا سنواتها الأخيرة في معارضة هذه المناورات السياسية وساندها في ذلك البابا إنوسنت الثالث الذي قرر في نهاية المطاف رفض السماح له بالطلاق، توفيت ماريا في روما (21 أبريل 1213) في طريق عودتها إلى أراغون، وتوفي بيدرو الثاني بعد بضعة أشهر في (14 سبتمبر 1213) بعد معركة موريه، لم يبقى من أبنائهم سواء خايمي الذي ورث مونبلييه وأراغون بعد وفاتهم.